# Villingen-Schwenningen
Villingen-Schwenningen là thành phố lớn nhất ở huyện Schwarzwald-Baar nằm về phía nam Baden-Württemberg, nước Đức. Dân số cuối năm 2006 là 81.825 người.

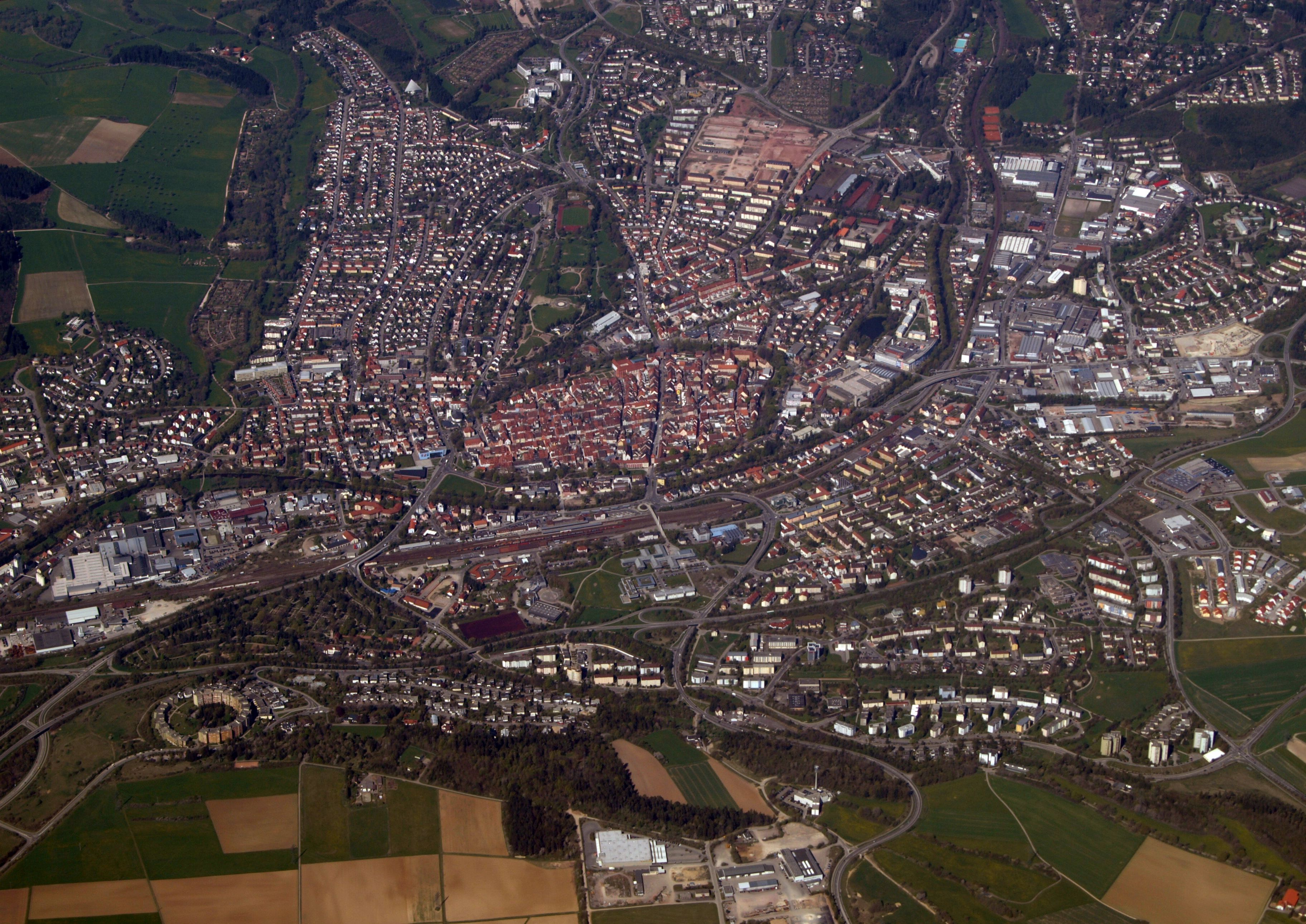
Cảnh Villingen

Trong thời kỳ Trung cổ, Villingen là một thị xã thuộc các địa chủ Áo, trong thời kỳ Cải cách kháng cách thị xã này vẫn thuộc Công giáo. Villingen-Schwenningen nằm bên rìa đông của rừng Đen trên khu vực có độ cao 700 m trên mực nước biển. Nguồn sông Neckar nằm ở Schwenningen (Schwenninger Moos).

## Các khu phố
Hai khu phố lớn:
- Villingen
- Schwenningen

Và 9 khu phố nhỏ hơn
- Obereschach
- Weilersbach
- Weigheim
- Mühlhausen
- Marbach
- Rietheim
- Pfaffenweiler
- Herzogenweiler
- Tannheim